# Třída Agdlek
Třída Agdlek byla třída hlídkových lodí dánského královského námořnictva určených pro službu v Arktidě. Tvořily ji tři jednotky, provozované v letech 1974–2017. Všechny byly ze služby vyřazeny. Nahradila je třída Knud Rasmussen.

## Pozadí vzniku
Tři hlídkové lodě této třídy postavila dánská loděnice Svendborg Skibsværft ve Svenborgu.
Jednotky třídy Agdlek:
| Jméno          | Spuštěna        | Vstup do služby | Status         |
| -------------- | --------------- | --------------- | -------------- |
| Agdlek (Y386)  | 30. října 1973  | 12. března 1974 | Vyřazena 2008. |
| Agpa (Y387)    | 15. března 1974 | 14. května 1974 | Vyřazena 2008. |
| Tulugaq (Y388) | 20. září 1978   | 26. června 1979 | Vyřazena.      |

## Konstrukce

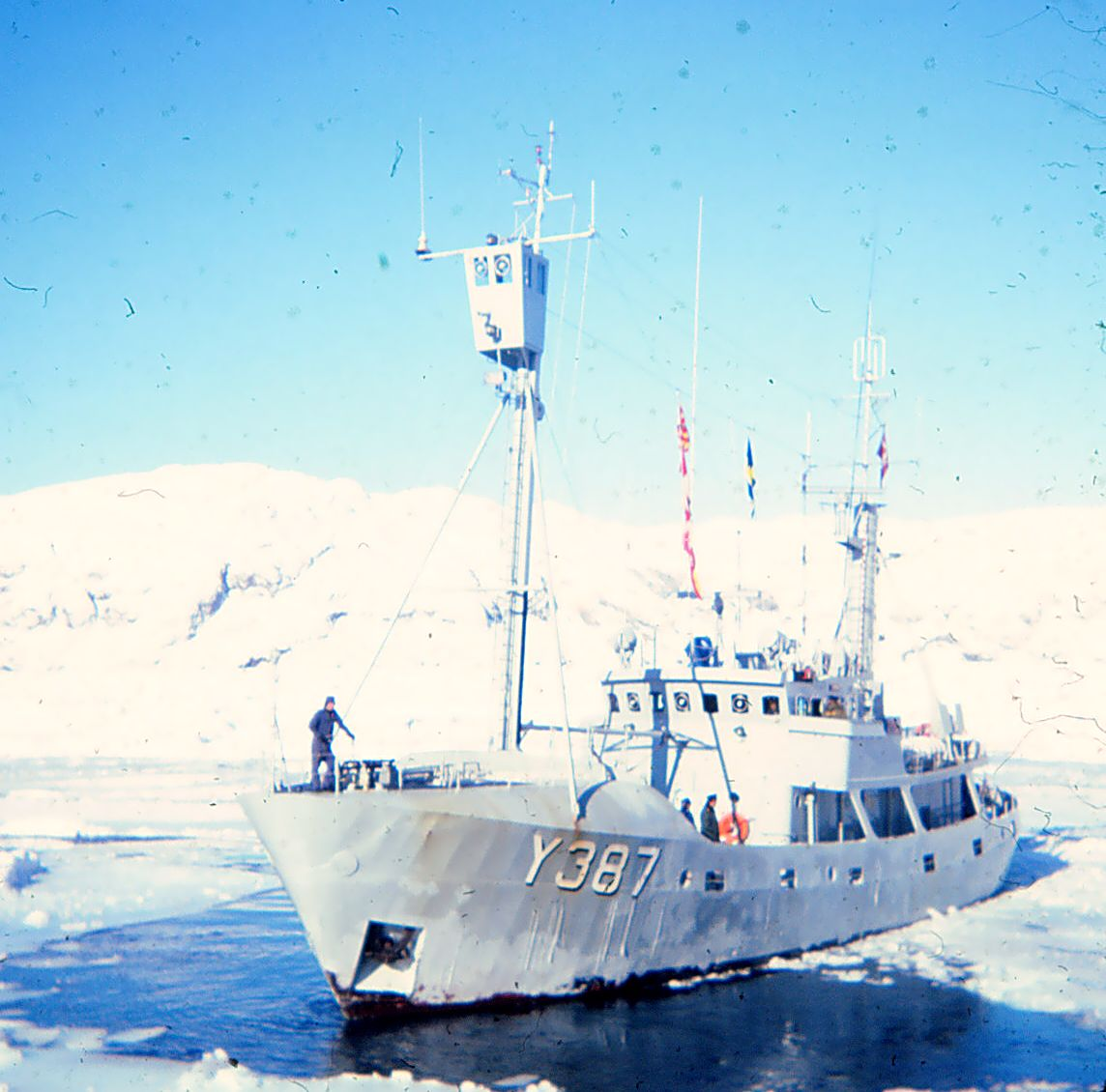
Agpa (Y387)

Plavidla byla původně vyzbrojena dvěma 20mm kanóny Mk M/42 LvSa. Od roku 2004 je nahradily dva 12,7mm kulomety M/01 LvSa. Pohonný systém tvořil diesel B&W, o výkonu 800 hp, roztáčející jeden lodní šroub. Nejvyšší rychlost dosahuje 12 uzlů. Dosah je 3525 námořních mil při rychlosti 12 uzlů.